# Ротман, Давид Генрихович
Давид Генрихович Ротман (12 ноября 1944, Богородск, Нижегородская обл., СССР — 24 января 2024, Минск, Беларусь) — советский и белорусский социолог и политолог. Кандидат философских наук, доктор социологических наук (1991), профессор (1996).

## Биография
В 1972 года окончил отделение философии исторического факультета Белорусского государственного университета имени В. И. Ленина. В 1981 году защитил диссертацию на соискание учёной степени кандидата философских наук по теме «Методология и методика социологических исследований организации социалистического соревнования» (специальность 09.00.09 — прикладная социология). В 1991 году в Белорусском государственном университете имени В. И. Ленина защитил диссертацию на соискание учёной степени доктора социологических наук по теме «Методологические проблемы оперативных социологических исследований» (специальность 22.00.01 — теория, методология и история социологии); научный консультант — доктор философских наук, профессор С. Д. Лаптёнок; официальные оппоненты — доктор философских наук, профессор Ю. А. Гусев, доктор философских наук, профессор Б. З. Докторов и доктор философских наук, профессор А. В. Меренков; ведущая организация — Харьковский государственный университет.
С 1972 года — социолог Республиканского центра по научной организации труда и управления Министерства легкой промышленности БССР. С 1974 г. работает в БГУ (младший научный сотрудник, старший научный сотрудник сектора прикладной социологии кафедры философии гуманитарных факультетов, ведущий научный сотрудник, заведующий отделом Проблемной научно-исследовательской лаборатории социологических исследований, профессор, заведующий кафедрой социологии факультета философии и социальных наук). С 1996 года возглавляет Центр социологических и политических исследований БГУ (ЦСПИ БГУ).

## Научная деятельность
Один из создателей и руководителей Всесоюзной социологической программы "Общественное мнение", которая была создана Государственным комитетом СССР по народному образованию для выполнения научно-исследовательских проектов, направленных на изучение социальных процессов. Осуществил ряд проектов по изучению общественного мнения перед выборами в государственные органы России и Беларуси. Является одним из главных разработчиков методологии оперативных социологических исследований. Создал ряд оригинальных методических разработок в области электоральных исследований, обеспечивающих продуктивность этого вида изучения общественного мнения.
Опубликовал более 300 научных трудов в области социологии политики, СМИ, образа жизни, молодежи, отклоняющегося поведения, межнациональных отношений и т.д.
Принимал участие в качестве координатора и руководителя многих международных проектов.
Является членом Совета БГУ, Совета по качеству, председателем Совета по защите диссертаций, 
членом Совета по защите докторских диссертаций по политологии; член конкурсной комиссии Государственного комитета по науке и технологиям, Экспертного совета по гуманитарным наукам, Экспертного совета для анализа проектов НИР по обеспечению деятельности Министерства образования Республики Беларусь. Заместитель председателя правления Белорусского общественного объединения «Социологическое общество», заместитель главного редактора журнала «Социология», член редакционной коллегии журнала «Вестник Российского университета Дружбы народов», член Всемирной политологической ассоциации, заместитель председателя 17-го Исследовательского комитета Всемирной политологической ассоциации (социология политики), заместитель директора Программы "Международный Евразийский барометр", зам. директора Центра Сравнительных опросных исследований университета г. Абердин (Шотландия), национальный директор международного проекта «Европейские ценности», член Научного совещательного комитета ассоциации научно-исследовательской программы изучения мировых ценностей (НСК ассоциации WVS).
Является координатором и руководителем более 100 исследовательских проектов, выполнявшихся в рамках крупных международных программ, в т.ч. «Общественное мнение» Государственного комитета по народному образованию СССР, «Новый демократический барометр» (NDB), «Европейские ценности» (EVS), «Послевыборные исследования в Республике Беларусь» (в рамках Всемирной ассоциации по изучению электоральных систем (CSES»); руководитель 10 проектов по линии ИНТАС, двух проектов по линии FP–7, ряда проектов, выполнявшихся по линии научных фондов Великобритании, Австрии, Швейцарии, Германии, а также ООН, ЮНИСЕФ, Всемирного банка, Международной финансовой корпорации и т.д. Руководит исследованиями по заданиям Администрации Президента Республики Беларусь, Министерства образования, Министерства иностранных дел, Министерства информации, Министерства внутренних дел, Министерства труда и социальной защиты, Министерства торговли и т.д.
Внёс значительный вклад в развитие методологии и методики социологических исследований, известен как автор уникальной концепции оперативных социологических исследований, оригинальных методологических подходов и методик организации и проведения электоральных исследований, замера уровней социальной напряженности в обществе; технологии сложных рейтинговых замеров в политическом и информационном поле и др. 
Под научным руководством профессора Ротмана Д.Г. защищено 9 кандидатских и 1 докторская диссертация.

## Награды
За достижения в научно-исследовательской работе и плодотворную педагогическую деятельность в период с 2006 по 2012 гг. Ротман Д.Г. получил Благодарственное письмо Президента Республики Беларусь, Благодарность Администрации Президента Республики Беларусь, Благодарность Госсекретаря Совета безопасности Республики Беларусь, удостоен звания «Заслуженный работник БГУ», награждён Почетной грамотой Министерства информации Республики Беларусь и Знаком «Отличник печати» как один из ведущих специалистов по исследованию СМИ и за результаты социологического мониторинга 2005 – 2010 гг. «Особенности функционирования информационного поля Республики Беларусь в современных условиях».

## Научные труды

### Монографии
- «Оперативные социологические исследования: методика и опыт организации»/ под ред. Д.Г. Ротмана, А.Н. Данилова – Мн.: БГУ, 2001
- Электоральные социологические исследования /под ред. Д.Г. Ротмана. – Кемерово: Кузбассвузиздат, 2002.;
- «Методы социологического изучения особенностей функционирования политического поля»: / Д.Г. Ротман [и др.]: под ред. Д. Г. Ротмана – Мн.: БГУ. – 2007.; * Правдивец В. В., Ротман Д. Г., Русакевич В. В. «Информационное поле Республики Беларусь. Структура и подходы к изучению. Формирование и развитие» – Мн.: Зималетто». – 2009;
- «Ценностный мир современного человека: Беларусь в проекте «Исследование европейских ценностей»: /Д.Г. Ротман, А.Н. Данилов и др. – Мн.: БГУ, 2009; Ротман, Д.Г. Избранное /Д.Г. Ротман. - Мн.: ГИУСТ БГУ, 2009. - 386 с.
- Изучение эффективности профилактической работы с несовершеннолетними правонарушителями отдельных категорий в Республике Беларусь: отчет о НИР.
- Исследование инвестиционного климата Республики Беларусь. Опрос руководителей совместных и иностранных предприятий: отчет о НИР
- Анализ особенностей деятельности иностранных и совместных предприятий в Республике Беларусь: отчет о НИР
- Ценностный мир современного человека: Беларусь в проекте "Исследование европейских ценностей"
- Методы социологического изучения особенностей функционирования политического поля
- Информационное поле Республики Беларусь. Структура и подходы к изучению. Формирование и развитие
- Актуальные проблемы современного белорусского общества: социологический аспект
- Актуальные проблемы современного белорусского общества (2005-2010 гг.)
- Проблемы развития малого предпринимательства г. Минска, выработка предложений по их минимизации в сферах производственной деятельности, инновационной деятельности, инвестиционной деятельности, экспорта: отчет о НИР